# Női 3x3 kosárlabdatorna a 2020. évi nyári olimpiai játékokon
A női 3x3 kosárlabdatornát a 2020. évi nyári olimpiai játékokon 2021. július 24. és 28. között rendezték. A 3x3 kosárlabda első alkalommal szerepelt az olimpiák történetében a játékok programjában.
Eredetileg 2020-ban tartották volna az eseményt, de 2020. tavaszán az olimpiát egy évvel elhalasztották a COVID-19 járvány miatt. A mérkőzéseket zárt kapuk mögött játszották.

## Csoportkör
| Hely. | Csapat                                       | M | Gy | V | P+  | P–  | Pk  | Továbbjutás |
| ----- | -------------------------------------------- | - | -- | - | --- | --- | --- | ----------- |
| 1.    | Egyesült Államok (USA)                       | 7 | 6  | 1 | 136 | 98  | +38 | Elődöntő    |
| 2.    | Az Orosz Olimpiai Bizottság versenyzői (ROC) | 7 | 5  | 2 | 129 | 90  | +39 | Elődöntő    |
| 3.    | Kína (CHN)                                   | 7 | 5  | 2 | 127 | 97  | +30 | Negyeddöntő |
| 4.    | Japán (JPN) (R)                              | 7 | 5  | 2 | 130 | 97  | +33 | Negyeddöntő |
| 5.    | Franciaország (FRA)                          | 7 | 4  | 3 | 118 | 116 | +2  | Negyeddöntő |
| 6.    | Olaszország (ITA)                            | 7 | 2  | 5 | 98  | 125 | −27 | Negyeddöntő |
| 7.    | Románia (ROU)                                | 7 | 1  | 6 | 89  | 142 | −53 |             |
| 8.    | Mongólia (MGL)                               | 7 | 0  | 7 | 79  | 141 | −62 |             |

1. 1 2 3  ROC 2–0, Kína 1–1, Japán 0–2

| 2021. július 24. 10:15 | Az Orosz Olimpiai Bizottság versenyzői (ROC) | 21–18 | Japán (JPN) | Aomi Urban Sports Park, Tokió Játékvezetők: Edmond Ho (HKG), Tóth Cecília (HUN) |
| 2021. július 24. 10:15 | Jegyzőkönyv                                  |       |             | Aomi Urban Sports Park, Tokió Játékvezetők: Edmond Ho (HKG), Tóth Cecília (HUN) |
| 2021. július 24. 10:15 | O. Frolkina 7                                | Pont  | Sinozaki 8  | Aomi Urban Sports Park, Tokió Játékvezetők: Edmond Ho (HKG), Tóth Cecília (HUN) |

| 2021. július 24. 10:40 | Kína (CHN)                                           | 21–10 | Románia (ROU) | Aomi Urban Sports Park, Tokió Játékvezetők: Marek Maliszewski (POL), Vanessa Devlin (AUS) |
| 2021. július 24. 10:40 | Jegyzőkönyv                                          |       |               | Aomi Urban Sports Park, Tokió Játékvezetők: Marek Maliszewski (POL), Vanessa Devlin (AUS) |
| 2021. július 24. 10:40 | Van Csi-jüan (Wan Jiyuan), Jang Su-jü (Yang Shuyu) 6 | Pont  | Cuic 4        | Aomi Urban Sports Park, Tokió Játékvezetők: Marek Maliszewski (POL), Vanessa Devlin (AUS) |

| 2021. július 24. 14:00 | Az Orosz Olimpiai Bizottság versenyzői (ROC) | 19–9 | Kína (CHN)                  | Aomi Urban Sports Park, Tokió Játékvezetők: Vanessa Devlin (AUS), Tóth Cecília (HUN) |
| 2021. július 24. 14:00 | Jegyzőkönyv                                  |      |                             | Aomi Urban Sports Park, Tokió Játékvezetők: Vanessa Devlin (AUS), Tóth Cecília (HUN) |
| 2021. július 24. 14:00 | O. Frolkina 7                                | Pont | Van Csi-jüan (Wan Jiyuan) 4 | Aomi Urban Sports Park, Tokió Játékvezetők: Vanessa Devlin (AUS), Tóth Cecília (HUN) |

| 2021. július 24. 14:25 | Románia (ROU) | 8–20 | Japán (JPN) | Aomi Urban Sports Park, Tokió Játékvezetők: Sara El-Sharnouby (EGY), Markos Michaelides (SUI) |
| 2021. július 24. 14:25 | Jegyzőkönyv   |      |             | Aomi Urban Sports Park, Tokió Játékvezetők: Sara El-Sharnouby (EGY), Markos Michaelides (SUI) |
| 2021. július 24. 14:25 | Ursu-Kim 3    | Pont | Mawuli 9    | Aomi Urban Sports Park, Tokió Játékvezetők: Sara El-Sharnouby (EGY), Markos Michaelides (SUI) |

| 2021. július 24. 17:30 | Olaszország (ITA) | 15–14 | Mongólia (MGL) | Aomi Urban Sports Park, Tokió Játékvezetők: Si Csi-zsung (Shi Qirong) (CHN), Vlad Ghizdareanu (ROU) |
| 2021. július 24. 17:30 | Jegyzőkönyv       |       |                | Aomi Urban Sports Park, Tokió Játékvezetők: Si Csi-zsung (Shi Qirong) (CHN), Vlad Ghizdareanu (ROU) |
| 2021. július 24. 17:30 | D'Alie 8          | Pont  | Solongo 7      | Aomi Urban Sports Park, Tokió Játékvezetők: Si Csi-zsung (Shi Qirong) (CHN), Vlad Ghizdareanu (ROU) |

| 2021. július 24. 17:55 | Egyesült Államok (USA) | 17–10 | Franciaország (FRA) | Aomi Urban Sports Park, Tokió Játékvezetők: Jasmina Juras (SRB), Edmond Ho (HKG) |
| 2021. július 24. 17:55 | Jegyzőkönyv            |       |                     | Aomi Urban Sports Park, Tokió Játékvezetők: Jasmina Juras (SRB), Edmond Ho (HKG) |
| 2021. július 24. 17:55 | Dolson 7               | Pont  | Paget, Touré 3      | Aomi Urban Sports Park, Tokió Játékvezetők: Jasmina Juras (SRB), Edmond Ho (HKG) |

| 2021. július 24. 21:00 | Mongólia (MGL) | 9–21 | Egyesült Államok (USA) | Aomi Urban Sports Park, Tokió Játékvezetők: Szu Jü-jen (Su Yu-yen) (TPE), Vlad Ghizdareanu (ROU) |
| 2021. július 24. 21:00 | Jegyzőkönyv    |      |                        | Aomi Urban Sports Park, Tokió Játékvezetők: Szu Jü-jen (Su Yu-yen) (TPE), Vlad Ghizdareanu (ROU) |
| 2021. július 24. 21:00 | Chimeddolgor 6 | Pont | Gray 9                 | Aomi Urban Sports Park, Tokió Játékvezetők: Szu Jü-jen (Su Yu-yen) (TPE), Vlad Ghizdareanu (ROU) |

| 2021. július 24. 21:25 | Franciaország (FRA)   | 19–16 | Olaszország (ITA) | Aomi Urban Sports Park, Tokió Játékvezetők: Si Csi-zsung (Shi Qirong) (CHN), Jasmina Juras (SRB) |
| 2021. július 24. 21:25 | Jegyzőkönyv           |       |                   | Aomi Urban Sports Park, Tokió Játékvezetők: Si Csi-zsung (Shi Qirong) (CHN), Jasmina Juras (SRB) |
| 2021. július 24. 21:25 | Cata-Chitiga, Guapo 6 | Pont  | D'Alie 8          | Aomi Urban Sports Park, Tokió Játékvezetők: Si Csi-zsung (Shi Qirong) (CHN), Jasmina Juras (SRB) |

| 2021. július 25. 10:15 | Japán (JPN)        | 19–10 | Mongólia (MGL)          | Aomi Urban Sports Park, Tokió Játékvezetők: Si Csi-zsung (Shi Qirong) (CHN), Markos Michaelides (SUI) |
| 2021. július 25. 10:15 | Jegyzőkönyv        |       |                         | Aomi Urban Sports Park, Tokió Játékvezetők: Si Csi-zsung (Shi Qirong) (CHN), Markos Michaelides (SUI) |
| 2021. július 25. 10:15 | Mawuli, Jamamoto 6 | Pont  | Chimeddolgor, Solongo 3 | Aomi Urban Sports Park, Tokió Játékvezetők: Si Csi-zsung (Shi Qirong) (CHN), Markos Michaelides (SUI) |

| 2021. július 25. 10:40 | Románia (ROU) | 14–22 | Olaszország (ITA) | Aomi Urban Sports Park, Tokió Játékvezetők: Szu Jü-jen (Su Yu-yen) (TPE), Jevgenyij Osztrovszkij (RUS) |
| 2021. július 25. 10:40 | Jegyzőkönyv   |       |                   | Aomi Urban Sports Park, Tokió Játékvezetők: Szu Jü-jen (Su Yu-yen) (TPE), Jevgenyij Osztrovszkij (RUS) |
| 2021. július 25. 10:40 | Mărginean 6   | Pont  | D'Alie 13         | Aomi Urban Sports Park, Tokió Játékvezetők: Szu Jü-jen (Su Yu-yen) (TPE), Jevgenyij Osztrovszkij (RUS) |

| 2021. július 25. 14:00 | Mongólia (MGL) | 5–21 | Az Orosz Olimpiai Bizottság versenyzői (ROC) | Aomi Urban Sports Park, Tokió Játékvezetők: Szu Jü-jen (Su Yu-yen) (TPE), Vlad Ghizdareanu (ROU) |
| 2021. július 25. 14:00 | Jegyzőkönyv    |      |                                              | Aomi Urban Sports Park, Tokió Játékvezetők: Szu Jü-jen (Su Yu-yen) (TPE), Vlad Ghizdareanu (ROU) |
| 2021. július 25. 14:00 | Tserenlkham 3  | Pont | Kozik, O. Frolkina 8                         | Aomi Urban Sports Park, Tokió Játékvezetők: Szu Jü-jen (Su Yu-yen) (TPE), Vlad Ghizdareanu (ROU) |

| 2021. július 25. 14:25 | Kína (CHN)                       | 22–13 | Olaszország (ITA) | Aomi Urban Sports Park, Tokió Játékvezetők: Tóth Cecília (HUN), Jevgenyij Osztrovszkij (RUS) |
| 2021. július 25. 14:25 | Jegyzőkönyv                      |       |                   | Aomi Urban Sports Park, Tokió Játékvezetők: Tóth Cecília (HUN), Jevgenyij Osztrovszkij (RUS) |
| 2021. július 25. 14:25 | Csang Cse-ting (Zhang Zhiting) 8 | Pont  | D'Alie 6          | Aomi Urban Sports Park, Tokió Játékvezetők: Tóth Cecília (HUN), Jevgenyij Osztrovszkij (RUS) |

| 2021. július 25. 17:30 | Románia (ROU) | 11–22 | Egyesült Államok (USA) | Aomi Urban Sports Park, Tokió Játékvezetők: Sara El-Sharnouby (EGY), Marek Maliszewski (POL) |
| 2021. július 25. 17:30 | Jegyzőkönyv   |       |                        | Aomi Urban Sports Park, Tokió Játékvezetők: Sara El-Sharnouby (EGY), Marek Maliszewski (POL) |
| 2021. július 25. 17:30 | Cuic 7        | Pont  | Plum 12                | Aomi Urban Sports Park, Tokió Játékvezetők: Sara El-Sharnouby (EGY), Marek Maliszewski (POL) |

| 2021. július 25. 17:55 | Japán (JPN)     | 19–15 | Franciaország (FRA) | Aomi Urban Sports Park, Tokió Játékvezetők: Jevgenyij Osztrovszkij (RUS), Vanessa Devlin (AUS) |
| 2021. július 25. 17:55 | Jegyzőkönyv     |       |                     | Aomi Urban Sports Park, Tokió Játékvezetők: Jevgenyij Osztrovszkij (RUS), Vanessa Devlin (AUS) |
| 2021. július 25. 17:55 | three players 5 | Pont  | Paget 6             | Aomi Urban Sports Park, Tokió Játékvezetők: Jevgenyij Osztrovszkij (RUS), Vanessa Devlin (AUS) |

| 2021. július 25. 21:00 | Kína (CHN)                                        | 20–13 | Franciaország (FRA) | Aomi Urban Sports Park, Tokió Játékvezetők: Glenn Tuitt (USA), Jevgenyij Osztrovszkij (RUS) |
| 2021. július 25. 21:00 | Jegyzőkönyv                                       |       |                     | Aomi Urban Sports Park, Tokió Játékvezetők: Glenn Tuitt (USA), Jevgenyij Osztrovszkij (RUS) |
| 2021. július 25. 21:00 | Vang Li-li (Wang Lili), Jang Su-jü (Yang Shuyu) 7 | Pont  | Touré 5             | Aomi Urban Sports Park, Tokió Játékvezetők: Glenn Tuitt (USA), Jevgenyij Osztrovszkij (RUS) |

| 2021. július 25. 21:25 | Az Orosz Olimpiai Bizottság versenyzői (ROC) | 16–20 | Egyesült Államok (USA) | Aomi Urban Sports Park, Tokió Játékvezetők: Jasmina Juras (SRB), Edmond Ho (HKG) |
| 2021. július 25. 21:25 | Jegyzőkönyv                                  |       |                        | Aomi Urban Sports Park, Tokió Játékvezetők: Jasmina Juras (SRB), Edmond Ho (HKG) |
| 2021. július 25. 21:25 | Kozik 8                                      | Pont  | Gray 8                 | Aomi Urban Sports Park, Tokió Játékvezetők: Jasmina Juras (SRB), Edmond Ho (HKG) |

| 2021. július 26. 10:15 | Japán (JPN) | 12–15 | Kína (CHN)               | Aomi Urban Sports Park, Tokió Játékvezetők: Marek Maliszewski (POL), Vanessa Devlin (AUS) |
| 2021. július 26. 10:15 | Jegyzőkönyv |       |                          | Aomi Urban Sports Park, Tokió Játékvezetők: Marek Maliszewski (POL), Vanessa Devlin (AUS) |
| 2021. július 26. 10:15 | Mawuli 5    | Pont  | Vang Li-li (Wang Lili) 5 | Aomi Urban Sports Park, Tokió Játékvezetők: Marek Maliszewski (POL), Vanessa Devlin (AUS) |

| 2021. július 26. 10:40 | Mongólia (MGL) | 14–22 | Románia (ROU)         | Aomi Urban Sports Park, Tokió Játékvezetők: Szu Jü-jen (Su Yu-yen) (TPE), Edmond Ho (HKG) |
| 2021. július 26. 10:40 | Jegyzőkönyv    |       |                       | Aomi Urban Sports Park, Tokió Játékvezetők: Szu Jü-jen (Su Yu-yen) (TPE), Edmond Ho (HKG) |
| 2021. július 26. 10:40 | Tserenlkham 6  | Pont  | Ursu-Kim, Mărginean 7 | Aomi Urban Sports Park, Tokió Játékvezetők: Szu Jü-jen (Su Yu-yen) (TPE), Edmond Ho (HKG) |

| 2021. július 26. 14:00 | Románia (ROU)   | 12–21 | Az Orosz Olimpiai Bizottság versenyzői (ROC) | Aomi Urban Sports Park, Tokió Játékvezetők: Vanessa Devlin (AUS), Glenn Tuitt (USA) |
| 2021. július 26. 14:00 | Jegyzőkönyv     |       |                                              | Aomi Urban Sports Park, Tokió Játékvezetők: Vanessa Devlin (AUS), Glenn Tuitt (USA) |
| 2021. július 26. 14:00 | three players 4 | Pont  | O. Frolkina, Logunova 8                      | Aomi Urban Sports Park, Tokió Játékvezetők: Vanessa Devlin (AUS), Glenn Tuitt (USA) |

| 2021. július 26. 14:25 | Olaszország (ITA) | 10–22 | Japán (JPN) | Aomi Urban Sports Park, Tokió Játékvezetők: Tóth Cecília (HUN), Szu Jü-jen (Su Yu-yen) (TPE) |
| 2021. július 26. 14:25 | Jegyzőkönyv       |       |             | Aomi Urban Sports Park, Tokió Játékvezetők: Tóth Cecília (HUN), Szu Jü-jen (Su Yu-yen) (TPE) |
| 2021. július 26. 14:25 | Consolini 4       | Pont  | Mawuli 8    | Aomi Urban Sports Park, Tokió Játékvezetők: Tóth Cecília (HUN), Szu Jü-jen (Su Yu-yen) (TPE) |

| 2021. július 26. 17:30 | Franciaország (FRA) | 22–18 | Mongólia (MGL)        | Aomi Urban Sports Park, Tokió Játékvezetők: Jevgenyij Osztrovszkij (RUS), Sara El-Sharnouby (EGY) |
| 2021. július 26. 17:30 | Jegyzőkönyv         |       |                       | Aomi Urban Sports Park, Tokió Játékvezetők: Jevgenyij Osztrovszkij (RUS), Sara El-Sharnouby (EGY) |
| 2021. július 26. 17:30 | Guapo 9             | Pont  | Khulan, Tserenlkham 7 | Aomi Urban Sports Park, Tokió Játékvezetők: Jevgenyij Osztrovszkij (RUS), Sara El-Sharnouby (EGY) |

| 2021. július 26. 17:55 | Olaszország (ITA) | 13–17 | Egyesült Államok (USA) | Aomi Urban Sports Park, Tokió Játékvezetők: Si Csi-zsung (Shi Qirong) (CHN), Vlad Ghizdareanu (ROU) |
| 2021. július 26. 17:55 | Jegyzőkönyv       |       |                        | Aomi Urban Sports Park, Tokió Játékvezetők: Si Csi-zsung (Shi Qirong) (CHN), Vlad Ghizdareanu (ROU) |
| 2021. július 26. 17:55 | D'Alie, Rulli 4   | Pont  | Dolson, Gray 6         | Aomi Urban Sports Park, Tokió Játékvezetők: Si Csi-zsung (Shi Qirong) (CHN), Vlad Ghizdareanu (ROU) |

| 2021. július 26. 21:00 | Egyesült Államok (USA) | 21–19 | Kína (CHN)                | Aomi Urban Sports Park, Tokió Játékvezetők: Sara El-Sharnouby (EGY), Markos Michaelides (SUI) |
| 2021. július 26. 21:00 | Jegyzőkönyv            |       |                           | Aomi Urban Sports Park, Tokió Játékvezetők: Sara El-Sharnouby (EGY), Markos Michaelides (SUI) |
| 2021. július 26. 21:00 | Plum 10                | Pont  | Jang Su-jü (Yang Shuyu) 8 | Aomi Urban Sports Park, Tokió Játékvezetők: Sara El-Sharnouby (EGY), Markos Michaelides (SUI) |

| 2021. július 26. 21:25 | Franciaország (FRA) | 17–14 | Az Orosz Olimpiai Bizottság versenyzői (ROC) | Aomi Urban Sports Park, Tokió Játékvezetők: Jasmina Juras (SRB), Si Csi-zsung (Shi Qirong) (CHN) |
| 2021. július 26. 21:25 | Jegyzőkönyv         |       |                                              | Aomi Urban Sports Park, Tokió Játékvezetők: Jasmina Juras (SRB), Si Csi-zsung (Shi Qirong) (CHN) |
| 2021. július 26. 21:25 | Touré 10            | Pont  | három játékos 4                              | Aomi Urban Sports Park, Tokió Játékvezetők: Jasmina Juras (SRB), Si Csi-zsung (Shi Qirong) (CHN) |

| 2021. július 27. 13:30 | Egyesült Államok (USA) | 18–20 | Japán (JPN) | Aomi Urban Sports Park, Tokió Játékvezetők: Jevgenyij Osztrovszkij (RUS), Si Csi-zsung (Shi Qirong) (CHN) |
| 2021. július 27. 13:30 | Jegyzőkönyv            |       |             | Aomi Urban Sports Park, Tokió Játékvezetők: Jevgenyij Osztrovszkij (RUS), Si Csi-zsung (Shi Qirong) (CHN) |
| 2021. július 27. 13:30 | Dolson 7               | Pont  | Jamamoto 8  | Aomi Urban Sports Park, Tokió Játékvezetők: Jevgenyij Osztrovszkij (RUS), Si Csi-zsung (Shi Qirong) (CHN) |

| 2021. július 27. 13:55 | Kína (CHN)                   | 21–8 | Mongólia (MGL) | Aomi Urban Sports Park, Tokió Játékvezetők: Tóth Cecília (HUN), Sara El-Sharnouby (EGY) |
| 2021. július 27. 13:55 | Jegyzőkönyv                  |      |                | Aomi Urban Sports Park, Tokió Játékvezetők: Tóth Cecília (HUN), Sara El-Sharnouby (EGY) |
| 2021. július 27. 13:55 | Van Csi-Jüan (Wan Jiyuan) 10 | Pont | Chimeddolgor 5 | Aomi Urban Sports Park, Tokió Játékvezetők: Tóth Cecília (HUN), Sara El-Sharnouby (EGY) |

| 2021. július 27. 17:00 | Franciaország (FRA) | 22–12 | Románia (ROU)         | Aomi Urban Sports Park, Tokió Játékvezetők: Glenn Tuitt (USA), Szu Jü-jen (Su Yu-yen) (TPE) |
| 2021. július 27. 17:00 | Jegyzőkönyv         |       |                       | Aomi Urban Sports Park, Tokió Játékvezetők: Glenn Tuitt (USA), Szu Jü-jen (Su Yu-yen) (TPE) |
| 2021. július 27. 17:00 | Touré 11            | Pont  | Ursu-Kim, Stoenescu 4 | Aomi Urban Sports Park, Tokió Játékvezetők: Glenn Tuitt (USA), Szu Jü-jen (Su Yu-yen) (TPE) |

| 2021. július 27. 17:25 | Az Orosz Olimpiai Bizottság versenyzői (ROC) | 17–9 | Olaszország (ITA) | Aomi Urban Sports Park, Tokió Játékvezetők: Marek Maliszewski (POL), Vanessa Devlin (AUS) |
| 2021. július 27. 17:25 | Jegyzőkönyv                                  |      |                   | Aomi Urban Sports Park, Tokió Játékvezetők: Marek Maliszewski (POL), Vanessa Devlin (AUS) |
| 2021. július 27. 17:25 | O. Frolkina 6                                | Pont | Rulli 5           | Aomi Urban Sports Park, Tokió Játékvezetők: Marek Maliszewski (POL), Vanessa Devlin (AUS) |

## Egyenes kieséses szakasz
|  |              |                     |              |                     |                                              |            |                        |                        |                                              |                                              |               |               |               |
|  | Negyeddöntők | Negyeddöntők        | Negyeddöntők |                     |                                              | Elődöntők  | Elődöntők              | Elődöntők              |                                              |                                              | Döntő         | Döntő         | Döntő         |
|  | Negyeddöntők | Negyeddöntők        | Negyeddöntők |                     |                                              | Elődöntők  | Elődöntők              | Elődöntők              |                                              |                                              | Döntő         | Döntő         | Döntő         |
|  | július 27.   | július 27.          | július 27.   | július 28.          | július 28.                                   | július 28. |                        |                        |                                              |                                              |               |               |               |
|  | július 27.   | július 27.          | július 27.   | július 28.          | július 28.                                   | július 28. |                        |                        |                                              |                                              |               |               |               |
|  | 4            | Japán (JPN)         | 14           | 1                   | Egyesült Államok (USA)                       | 18         |                        |                        |                                              |                                              |               |               |               |
|  | 4            | Japán (JPN)         | 14           | 1                   | Egyesült Államok (USA)                       | 18         |                        |                        |                                              |                                              |               |               |               |
|  | 5            | Franciaország (FRA) | 16           |                     |                                              |            | Franciaország (FRA)    | 16                     |                                              |                                              | július 28.    | július 28.    | július 28.    |
|  | 5            | Franciaország (FRA) | 16           |                     |                                              |            | Franciaország (FRA)    | 16                     |                                              |                                              | július 28.    | július 28.    | július 28.    |
|  |              |                     |              |                     |                                              |            | Egyesült Államok (USA) | Egyesült Államok (USA) | 18                                           |                                              |               |               |               |
|  |              |                     |              |                     |                                              |            | Egyesült Államok (USA) | Egyesült Államok (USA) | 18                                           |                                              |               |               |               |
|  | július 27.   | július 27.          | július 27.   | július 28.          | július 28.                                   | július 28. |                        |                        | Az Orosz Olimpiai Bizottság versenyzői (ROC) | Az Orosz Olimpiai Bizottság versenyzői (ROC) | 15            |               |               |
|  | július 27.   | július 27.          | július 27.   | július 28.          | július 28.                                   | július 28. |                        |                        | Az Orosz Olimpiai Bizottság versenyzői (ROC) | Az Orosz Olimpiai Bizottság versenyzői (ROC) | 15            |               |               |
|  | 3            | Kína (CHN)          | 19           | 2                   | Az Orosz Olimpiai Bizottság versenyzői (ROC) | 21         |                        |                        |                                              |                                              |               |               |               |
|  | 3            | Kína (CHN)          | 19           | 2                   | Az Orosz Olimpiai Bizottság versenyzői (ROC) | 21         |                        |                        |                                              |                                              |               |               |               |
|  | 6            | Olaszország (ITA)   | 13           |                     |                                              |            | Kína (CHN)             | 14                     |                                              |                                              | Bronzmérkőzés | Bronzmérkőzés | Bronzmérkőzés |
|  | 6            | Olaszország (ITA)   | 13           |                     |                                              |            | Kína (CHN)             | 14                     |                                              |                                              | Bronzmérkőzés | Bronzmérkőzés | Bronzmérkőzés |
|  |              |                     |              |                     |                                              |            | július 28.             |                        |                                              |                                              |               |               |               |
|  |              |                     |              |                     |                                              |            |                        |                        |                                              |                                              |               |               |               |
|  |              |                     |              | Franciaország (FRA) | Franciaország (FRA)                          | 14         |                        |                        |                                              |                                              |               |               |               |
|  |              |                     |              | Franciaország (FRA) | Franciaország (FRA)                          | 14         |                        |                        |                                              |                                              |               |               |               |
|  |              |                     |              | Kína (CHN)          | Kína (CHN)                                   | 16         |                        |                        |                                              |                                              |               |               |               |
|  |              |                     |              | Kína (CHN)          | Kína (CHN)                                   | 16         |                        |                        |                                              |                                              |               |               |               |
|  |              |                     |              |                     |                                              |            |                        |                        |                                              |                                              |               |               |               |

### Negyeddöntők
| 2021. július 27. 20:30 | Kína (CHN)                | 19–13 | Olaszország (ITA)   | Aomi Urban Sports Park, Tokió Játékvezetők: Vanessa Devlin (AUS), Vlad Ghizdareanu (ROU) |
| 2021. július 27. 20:30 | Jegyzőkönyv               |       |                     | Aomi Urban Sports Park, Tokió Játékvezetők: Vanessa Devlin (AUS), Vlad Ghizdareanu (ROU) |
| 2021. július 27. 20:30 | Vang Li-li (Wang Lili) 11 | Pont  | Consolini, D'Alie 5 | Aomi Urban Sports Park, Tokió Játékvezetők: Vanessa Devlin (AUS), Vlad Ghizdareanu (ROU) |

| 2021. július 27. 21:50 | Japán (JPN) | 14–16 | Franciaország (FRA) | Aomi Urban Sports Park, Tokió Játékvezetők: Jevgenyij Osztrovszkij (RUS), Tóth Cecília (HUN) |
| 2021. július 27. 21:50 | Jegyzőkönyv |       |                     | Aomi Urban Sports Park, Tokió Játékvezetők: Jevgenyij Osztrovszkij (RUS), Tóth Cecília (HUN) |
| 2021. július 27. 21:50 | Sinozaki 7  | Pont  | Paget 5             | Aomi Urban Sports Park, Tokió Játékvezetők: Jevgenyij Osztrovszkij (RUS), Tóth Cecília (HUN) |

### Elődöntők
| 2021. július 28. 17:00 | Egyesült Államok (USA) | 18–16 | Franciaország (FRA) | Aomi Urban Sports Park, Tokió Játékvezetők: Jasmina Juras (SRB), Vlad Ghizdareanu (ROU) |
| 2021. július 28. 17:00 | Jegyzőkönyv            |       |                     | Aomi Urban Sports Park, Tokió Játékvezetők: Jasmina Juras (SRB), Vlad Ghizdareanu (ROU) |
| 2021. július 28. 17:00 | Gray, Plum 6           | Pont  | Cata-Chitiga 8      | Aomi Urban Sports Park, Tokió Játékvezetők: Jasmina Juras (SRB), Vlad Ghizdareanu (ROU) |

| 2021. július 28. 18:10 | Az Orosz Olimpiai Bizottság versenyzői (ROC) | 21–14 | Kína (CHN)                       | Aomi Urban Sports Park, Tokió Játékvezetők: Tóth Cecília (HUN), Marek Maliszewski (POL) |
| 2021. július 28. 18:10 | Jegyzőkönyv                                  |       |                                  | Aomi Urban Sports Park, Tokió Játékvezetők: Tóth Cecília (HUN), Marek Maliszewski (POL) |
| 2021. július 28. 18:10 | Kozik 10                                     | Pont  | Csang Cse-ting (Zhang Zhiting) 7 | Aomi Urban Sports Park, Tokió Játékvezetők: Tóth Cecília (HUN), Marek Maliszewski (POL) |

### Bronzmérkőzés
| 2021. július 28. 20:45 | Franciaország (FRA) | 14–16 | Kína (CHN)               | Aomi Urban Sports Park, Tokió Játékvezetők: Jevgenyij Osztrovszkij (RUS), Jasmina Juras (SRB) |
| 2021. július 28. 20:45 | Jegyzőkönyv         |       |                          | Aomi Urban Sports Park, Tokió Játékvezetők: Jevgenyij Osztrovszkij (RUS), Jasmina Juras (SRB) |
| 2021. július 28. 20:45 | Touré 8             | Pont  | Vang Li-li (Wang Lili) 9 | Aomi Urban Sports Park, Tokió Játékvezetők: Jevgenyij Osztrovszkij (RUS), Jasmina Juras (SRB) |

### Döntő
| 2021. július 28. 21:55 | Egyesült Államok (USA) | 18–15 | Az Orosz Olimpiai Bizottság versenyzői (ROC) | Aomi Urban Sports Park, Tokió Játékvezetők: Edmond Ho (HKG), Tóth Cecília (HUN) |
| 2021. július 28. 21:55 | Jegyzőkönyv            |       |                                              | Aomi Urban Sports Park, Tokió Játékvezetők: Edmond Ho (HKG), Tóth Cecília (HUN) |
| 2021. július 28. 21:55 | Dolson 7               | Pont  | Logunova 6                                   | Aomi Urban Sports Park, Tokió Játékvezetők: Edmond Ho (HKG), Tóth Cecília (HUN) |

## Végeredmény
| Helyezés | Csapat                                       |
| -------- | -------------------------------------------- |
| Arany    | Egyesült Államok (USA)                       |
| Ezüst    | Az Orosz Olimpiai Bizottság versenyzői (ROC) |
| Bronz    | Kína (CHN)                                   |
| 4.       | Franciaország (FRA)                          |
| 5.       | Japán (JPN)                                  |
| 6.       | Olaszország (ITA)                            |
| 7.       | Románia (ROU)                                |
| 8.       | Mongólia (MGL)                               |